# جمهورية الدومينيكان الثانية
بدأت الجمهورية الثانية لجمهورية الدومينيكان باستعادة البلد عام 1865 وبلغت ذروتها بالتدخل الأمريكي عام 1916.
في فترة الجمهورية الثانية استمرت الصراعات السياسية حينها بين آخر حكومة أعادها بيدرو أنطونيو بيمنتل، الذي رفض الحكم من سانتو دومينغو، كما كان يقودها الكونغرس، وخوسيه ماريا كابرال الذي كان عليه أن يحكم من سانتو دومينغو، ردًا على عدم إيفاد بيمنتل. ظل كابرال في السلطة وتبنى الدستور.
في إدارة كابرال، أصبحت أحزاب الألوان هي صاحبة المسرح السياسي، وخاصة: الحمر والزرق. كان الحزب الأحمر هو الحزب الأقوى، حيث حكم لست سنوات متتالية، وقد كان بقيادة بوينافينتورا بايز.
بعد ذلك كان هناك تعاقب للحكومات حتى عام 1887، في بداية دكتاتورية أوليسيس هيورو التي استمرت حتى عام 1899.

## الرؤساء
| Pimentel                  | Cabral y Luna             | بيدرو غويلرمو        | بوينافينتورا بايز      | Cabral         | بوينافينتورا بايز      | اجناسيو ماريا غونزاليس | أوليسيس فرانسيسكو إسبايلات |
| ------------------------- | ------------------------- | -------------------- | ---------------------- | -------------- | ---------------------- | ---------------------- | -------------------------- |
| 1865-1865                 | 1865-1865                 | 1865-1865            | 1865-1866              | 1866-1868      | 1868-1874              | 1874-1876              | 1876-1876                  |
| اجناسيو ماريا غونزاليس    | ماركوس انطونيو كابرال     | بوينافينتورا بايز    | اجناسيو ماريا غونزاليس | سيساريو غييرمو | اجناسيو ماريا غونزاليس | De Castro              | سيساريو غييرمو             |
| 1876-1876                 | 1876-1876                 | 1876-1878            | 1878-1878              | 1878-1878      | 1878-1878              | 1878-1878              | 1878-1879                  |
| غريغوريو لوبيرون          | فرناندو ارتورو ميرينو دي  | Lilis                | Billini                | Woss y Gil     | Lilis                  | Figuereo               | هوراسيو فاسكيز             |
| 1879-1880                 | 1880-1882                 | 1882-1884            | 1884-1885              | 1885-1887      | 1887-1899              | 1899-1899              | 1899-1899                  |
| خوان ايسيدرو جيمنس بيريرا | هوراسيو فاسكيز            | Woss y Gil           | كارلوس فيليبي موراليس  | رامون كاسيريس  | إلاديو فيكتوريا        | Monsignor Nouel        | خوسيه بورداس فالديس        |
| 1899-1902                 | 1902-1903                 | 1903-1903            | 1903-1905              | 1905-1911      | 1911-1912              | 1912-1913              | 1913-1914                  |
| Báez Machado              | خوان ايسيدرو جيمنس بيريرا | Henríquez y Carvajal | Vicini Burgos          |                |                        |                        |                            |
| 1914-1914                 | 1914-1916                 | 1916-1916            | 1922-1924              |                |                        |                        |                            |